# Fran Chuan
Fran Chuan (Valencia; 18 de junio de 1959) es un consultor, autor y conferenciante español especializado en liderazgo y cultura de la innovación. Con más de tres décadas de trayectoria, ha trabajado con organizaciones de distintos sectores en Europa, América y Asia, centrándose en la transformación cultural y el fomento de entornos innovadores.

## Trayectoria
Formado como ingeniero informático, Fran Chuan fundó en 2004 la consultora Dicere, orientada a integrar la innovación como parte estructural de la cultura empresarial. En 2011, en colaboración con el profesor Jay Rao del Babson College (Estados Unidos), cofundó InnoQuotient, una plataforma para medir cuantitativamente y cualitativamente la cultura de la innovación en organizaciones mediante un modelo estructurado.
En 2012, el modelo InnoQuotient fue validado estadísticamente por el Massachusetts Institute of Technology (MIT), y un año después fue publicado en la revista MIT Sloan Management Review. InnoQuotient ha sido utilizado en más de 35 países por más de 600 organizaciones, incluyendo universidades, multinacionales y entidades gubernamentales.
Entre 2014 y 2020 fue presidente de Tobeinn – The Innovation Network, una red profesional que promueve la innovación como disciplina estratégica empresarial. Además, fue asesor de innovación en la firma estadounidense Analysis Team, Inc. entre 2015 y 2022, colaborando con equipos en ciudades como Seattle, Los Ángeles y San Francisco. 
Desde 2015 a 2024, formó parte del panel de conferenciantes de Thinking Heads, participando en eventos internacionales donde abordó temas como actitud innovadora, estrategia, liderazgo y cultura empresarial. Actualmente, está vinculado a la agencia Conference Planeta.
Desde 2020, forma parte del comité asesor de la iniciativa internacional Digital Future Society, impulsada por Mobile World Capital Barcelona, que busca promover el uso ético e inclusivo de la tecnología.

## Publicaciones
•	Innovación 2.0 (2012), coescrito con Jay Rao, analiza cómo transformar la cultura empresarial para fomentar la innovación.

•	Autenticidad (2018), una obra en formato diálogo que reflexiona sobre el liderazgo auténtico.
 
•	The Discipline & Culture of Innovation (2020), también coescrito con Jay Rao, profundiza en la sistematización de la innovación empresarial.

## Actividad académica y conferencias
Es ponente en instituciones académicas como IESE Business School, Babson College y PAD – Escuela de Dirección de la Universidad de Piura (Perú). También ha colaborado con empresas como SAP, Airbus, Thales, Leroy Merlin, Bertelsmann, CSC e Hidral, en temas relacionados con la transformación digital, el intraemprendimiento, la innovación organizativa y el liderazgo auténtico.